# Prašivá (1652 m)

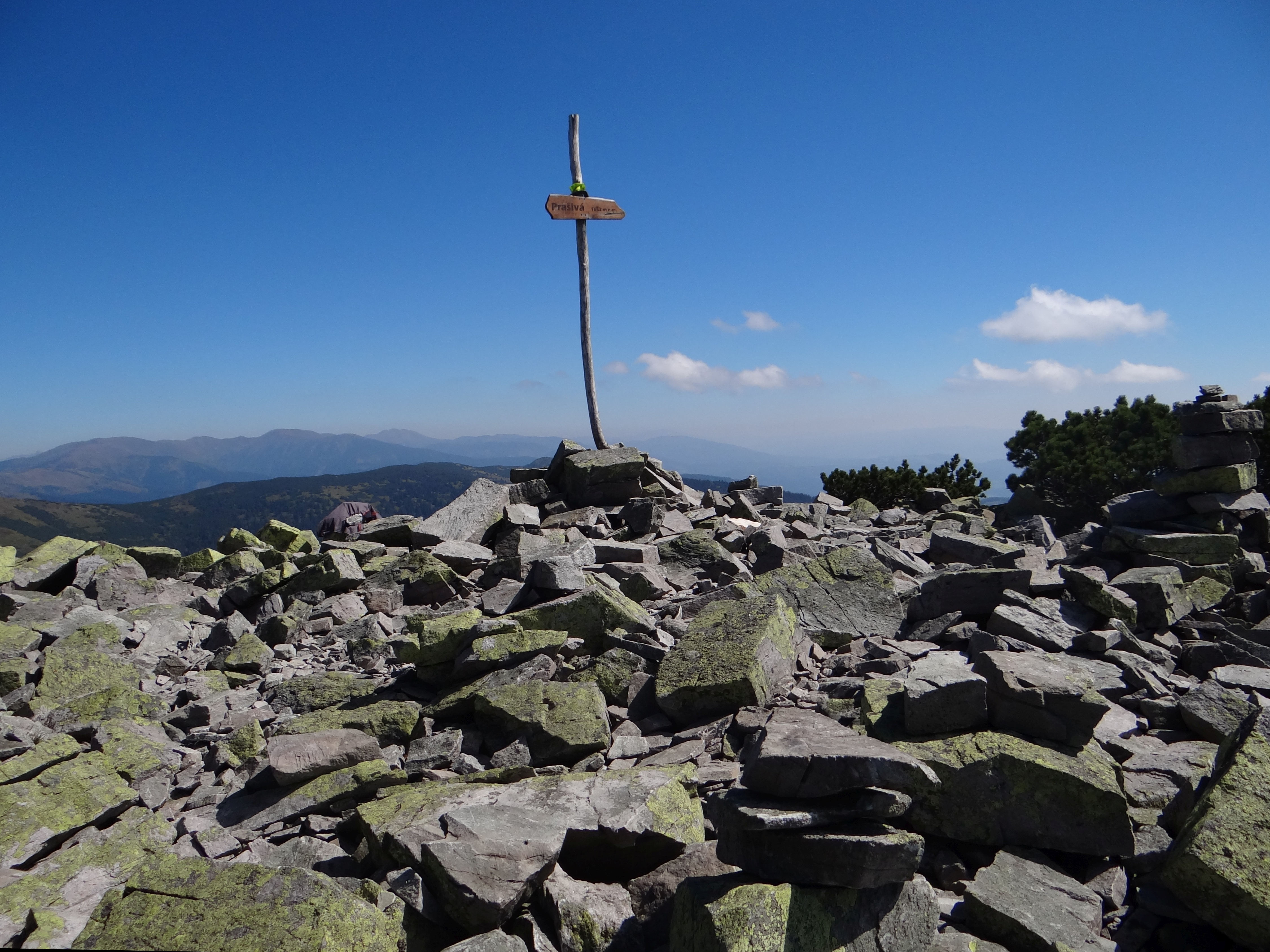
Na szczycie Prašivá

Prašivá (pol. Praszywa; 1652 m) – szczyt w Niżnych Tatrach na Słowacji.

## Położenie
Jest najbardziej na zachód wysuniętym szczytem masywu Praszywej i najbardziej na zachód wysuniętym szczytem głównego grzbietu Niżnych Tatr. Od strony południowo-zachodniej głęboka Przełęcz Hiadelska (1099 m n.p.m.) oddziela ją od sąsiedniej grupy górskiej – Starohorskich Wierchów, natomiast na północy – płytkie, bezimienne siodło oddziela ją od Małej Chochuli (1719 m). Południowo-wschodnie stoki opadają do górnej części Doliny Sopotnickiej (Sopotnická dolina).

## Charakterystyka
Praszywa jest pierwszym (licząc od zachodu) halnym szczytem Niżnych Tatr. Jej wydłużony w linii grzbietu wierzchołek pokrywają rozległe hale, schodzące w dół na stokach wschodnich do ok. 1500 m n.p.m., natomiast na stokach zachodnich – aż do ok. 1350 m n.p.m. Na stokach wschodnich znaczną część hal zarastają pasma kosodrzewiny, wdzierające się szerokim klinem na sam szczyt. Stoki w górnych partiach słabo rozczłonkowane, po stronie północno-zachodniej, nad zamknięciem Pustej Doliny (słow. Pustá), upstrzone drobnymi żeberkami skalnymi i pojedynczymi skałkami.
Praszywą budują skały krystaliczne, wśród których przeważają specyficzne, częściowo zmetamorfizowane granity typu "praszywskiego". Niewielkie gołoborza, utworzone z tych skał, schodzą ze szczytu góry w kierunku wschodnim, w zamknięcie Doliny Sopotnickiej.
Praszywa jest szczytem zwornikowym dla długiego ramienia górskiego, odchodzącego tu od głównego grzbietu Niżnych Tatr w kierunku południowym i opadającego dwoma rozgałęzieniami do doliny Hronu w rejonie Brusna i Medzibrodu.

## Turystyka
Głównym grzbietem niżniotatrzańskim, z Przełęczy Hiadelskiej przez Praszywą, Małą i Wielką Chochulę i dalej na wschód biegnie czerwono znakowany, dalekobieżny szlak turystyczny (Cesta hrdinov SNP). Szczyt, często odwiedzany z racji biegnącego przezeń szlaku, dostarcza dookolnej panoramy, podobnej do tej, jaką można oglądać z niedalekiej (nieco wyższej) Wielkiej Chochuli (1753 m).
  odcinek: Donovaly – Kečka – Hadliarka – sedlo Hadlanka – Kozí chrbát – Przełęcz Hiadelska – Prašivá – Malá Chochuľa – Veľká Chochuľa – Košarisko